# 5621 Erb
5621 Erb este un asteroid care intersectează orbita planetei Marte.

## Descriere
5621 Erb este un asteroid care intersectează orbita planetei Marte. Asteroidul prezintă o orbită caracterizată de o semiaxă mare de 2,30 ua, o excentricitate de 0,39 și o înclinație de 5,5° în raport cu ecliptica.